# 葉灼棠
葉灼棠（?—?），字函公，江宁六合人。
顺治八年（1651年）拔贡，顺治十二年（1655年）隨定遠大將軍征福建，任兴泉道、泉州兵备。不久回京供職，顺治十五年又官福建兴泉道。著有《兴泉政略》六卷、《嵩巢诗集》。